# جوزپه ولپسینا
جوزپه ولپسینا (انگلیسی: Giuseppe Volpecina؛ زادهٔ ۱ مهٔ ۱۹۶۱) بازیکن فوتبال اهل ایتالیا است.
از باشگاه‌هایی که در آن بازی کرده‌است می‌توان به باشگاه فوتبال هلاس ورونا، باشگاه فوتبال فیورنتینا، باشگاه فوتبال پیزا، باشگاه فوتبال پالرمو، و باشگاه فوتبال ناپولی اشاره کرد.